# Hawryliwka (obwód kijowski)
Hawryliwka (ukr. Гаврилівка) – wieś na Ukrainie, w obwodzie kijowskim, w rejonie buczańskim. W 2022 liczyła 3000 mieszkańców.